# سنان بن انس نخعی
سَنان بن أنَس نخعی کسی است که در حادثه کربلا حضور داشت و اعمال زیادی مرتکب شد. بسیاری از روایات و اسنادمعتقدند که سنان سر حسین بن علی را بریده‌است، ولی در برخی دیگر آمده که سر حسین، توسط شمر بن ذی الجوشن بریده شد.و حتی در بعضی منابع چنین گفته شده است که وی پس از بریده شدن سر حسین ابن علی خنجر بر داخل گلو و دهان وی وارد کرده است.

## زندگی‌نامه
سنان بن انس فرزند ابوعمرو و نوه انس بود؛ غالباً وی را با اسم پدربزرگش می‌شناختند. سنان در کوفه به دنیا آمد اما تاریخ دقیقی از ولادتش در دست نیست.
از مکتب فکری سنان بن انس اطلاعی در دست نیست؛ اما از این که وی برای فرار از مختار، به جزیره، یعنی محل اجتماع عثمانی‌مذهبان پناه آورد احتمال می‌رود همخوانی فکری‌ای میان او و ساکنان آنجا وجود داشته‌است؛ آنگونه که فرزندان ارقم و حنظلة بن ربیع و افراد دیگری که عثمانی‌مذهب کوفه و بصره بودند به جزیره نقل مکان می‌کردند.
شاهد این که، وی پس از واقعهٔ کربلا از یاران حجاج بن یوسف بود.
بنا بر نقل ابن ابی الحدید از ابن هلال ثقفی، سنان در زمان خلافت علی، کودک بوده‌است و علی می‌گوید که فرزند محمد به دست او کشته خواهد شد. همچنین برخی تواریخ، سنان را جنگجو و شاعری سبکسر و مجنون دانسته‌اند.

## سنان در واقعه کربلا
اقدام سنان در  کشتن حسین بن علی در روز عاشورا نیز یکی از کارهای وی است. پیش از پرداختن به این موضوع باید دانست یکی از کارهای سنان در این جنگ، شرکت در حمله‌‌ی شمر و یارانش به خیمه‌گاه حسین بن علی است. هرچند در میان مردم مشهور است که حسین بن علی به دست شمر بن ذی الجوشن کشته شده، ولی میان تاریخ‌نگاران و مقتل‌نویسان، سنان بن انس نخعی، شهرت بیشتری دارد.
طبری، شرح ماجرا را چنین بیان می‌کند: پس از آن که شمر دستور داد به حسین حمله کنند، هر کسی از هر سو و با هر وسیله‌ی ممکن بر حسین یورش برد و به اندازه‌ای بر وی ضربت وارد کردند که او در حال افتادن بود. در این حال، سنان بن انس بن عمرو نخعی با نیزه به سوی حسین حمله برد و آن را بر بدن حسین فروکرد و به خولی دستور داد تا سرش را از بدن جدا کند. خولی می‌خواست حسین را بکشد، ولی بر خود لرزید و عقب برگشت. سنان فریاد زد: خدا بازوانت را بشکند و دستانت را جدا کند. سپس خود فرود آمد و سر از تن حسین جدا کرد و به خولی بن یزید اصبحی داد.
گفته‌اند: سنان بر سپاهیانی که به حسین نزدیک می‌شدند، حمله می‌برد و بیم داشت سر را از او بگیرند. وقتی سر را گرفت، آن را به خولی سپرد.
سید بن طاووس می‌نویسد: وقتی سنان می‌خواست سر حسین را از تن جدا کند، می‌گفت: به خدا سوگند! سرت را از بدن جدا می‌کنم، درحالیکه می‌دانم تو فرزند رسول خدایی و بهترین مردم از نظر نسب پدر و مادر هستی.

## سرانجام سنان
در چگونگی مرگ او روایات مختلفی در منابع نقل شده‌است. برخی از مورخان نوشته‌اند که پس از کشته‌شدن حسین بن علی و یارانش، عمر بن سعد سر حسین بن علی را به همراه سنان بن انس نزد عبیدالله بن زیاد فرستاد. سنان پس از ورود به کاخ ابن‌زیاد، شروع به خواندن اشعاری که پیش از این به آن اشاره شد کرد، پس عبیدالله به شدت عصبانی شد و گفت: «اگر می‌دانستی که او بهترین خلق خداست پس چرا او را کشتی؟ به خدا قسم از من خیری به تو نمی‌رسد و مطمئن باش که من، تو را به او (حسین) ملحق خواهم کرد»، پس او را پیش آورد و گردن زد.
در نقلی دیگر هم آمده: پس از قیام مختار، مأموران او در پی سنان رفتند تا او را به سبب جنایاتش به مجازات برسانند. خبر به سنان رسید و او نیز به مانند بسیاری از کشندگان کربلا به بصره فرار کرد. پس به دستور مختار خانه‌اش را ویران کردند. مدتی بعد سنان از بصره خارج شد و به سمت قادسیه حرکت کرد. جاسوسان مختار او را از این امر باخبر کردند پس او گروهی را برای دستگیری سنان فرستاد، آنان موفق شدند در میانه‌ی راه سنان را دستگیر نمایند. پس از دستگیری ابتدا بندبند انگشتان سنان و سپس دستها و پاهایش را قطع کردند و آنگاه او را در ظرف روغن انداختند و کشتند. روایت دیگری هم می‌گوید که سنان پس از اطلاع پدرزنش که سربازان مختار را دیده بود کفن پوشید و خود را جای اسرا که زنی گمشده بود جا زد و بقیه در حال خاکسپاری او بودند اما در این میان اسرا پیدا شده و سربازان مختار متوجه حضور سنان در کفن می‌شوند و کیان ایرانی سر او را برای مختار ثقفی می‌برد.
برخی دیگر از تاریخ‌نویسان نیز بر این باورند که سنان از بیم انتقام مختار، به بصره فرار کرد و همچنان زنده ماند تا اینکه روزی در مجلس حجاج بن یوسف ثقفی حاضر شد. حجاج از حاضران خواست که هر کس کار شایسته‌ای انجام داده برخیزد و بگوید. گروهی برخاستند و از کارهای شایسته‌ی خود سخن گفتند. در این هنگام سنان برخاست و گفت: «عمل شایسته‌ی من هم قتل حسین بن علی است.» حجاج به او گفت: «بله، کار نیکو و پسندیده‌ای انجام داده‌ای.» چون سنان به خانه برگشت زبانش به لکنت افتاد و دیوانه شد به گونه‌ای که در جای خود می‌خورد و همانجا قضای حاجت می‌کرد، تا اینکه بعد از پانزده روز مرد. 